# شین ماتسوزاکی
شین ماتسوزاکی (ژاپنی: 光崎 伸؛ زادهٔ ۲۲ اوت ۱۹۹۷) یک بازیکن فوتبال اهل ژاپن است.
از باشگاه‌هایی که در آن بازی کرده‌است می‌توان به باشگاه فوتبال شیمیزو اس-پالس اشاره کرد.